# Grand Jump
Grand Jump (グランドジャンプ, Gurando Janpu) est un magazine de prépublication de mangas bimensuel de type seinen publié par Shūeisha depuis novembre 2011. Il est le remplaçant du Business Jump et du Super Jump. Le mensuel Grand Jump Premium (グランドジャンプPREMIUM) est également lancé pour publier la fin des séries en cours dans le Super Jump au moment de son arrêt.

## Mangas publiés dans leGrand Jump
| Titre                                                                          | Auteur                                               | Première publication |
| ------------------------------------------------------------------------------ | ---------------------------------------------------- | -------------------- |
| #DRCL midnight children ( 1. DRCL midnight children)                           | Shin'ichi Sakamoto                                   | janvier 2021         |
| Amai Seikatsu - Second Season (甘い生活 2nd season)                            | Hikaru Yuzuki                                        | novembre 2011        |
| BLACK TIGER (ブラックティガー)                                                 | Osamu Akimoto                                        | janvier 2017         |
| BORDER66 (BORDER66)                                                            | Yutaka Toudou (dessin), Yoichi Komori (scénario)     | mai 2019             |
| Captain 2 (セレブるカップル)                                                   | Yūji Moritaka (dessin), Akio Chiba (scénario)        | février 2021         |
| Celeb ru Couple (セレブるカップル)                                             | Keigo Hayasaka                                       | mai 2021             |
| Dr.Eggs (Dr.Eggs ドクターエッグス)                                             | Norifusa Mita                                        | septembre 2021       |
| Draft King (ドラフトキング)                                                    | Tetsurou Kuromatsu                                   | novembre 2018        |
| Furin Shokudō (不倫食堂)                                                       | Masakazu Yamaguchi                                   | avril 2016           |
| Gigantis (GIGANTIS-ジャイガンティス-)                                          | Kenichi Tachibana (dessin), Yoichi Komoro (scénario) | août 2021            |
| Kyōi Tōma (高校生家族)                                                         | Motoka Murakami / Ichirō Kamano                      | juillet 2018         |
| Marriage Gray (マリッジグレー)                                                 | Taira Wadachi                                        | février 2021         |
| Matataki no sonya (瞬きのソーニャ)                                             | Hikaru Yuzuki                                        | juillet 2012         |
| Olympia Kyklo (オリンピア・キュクロス)                                         | Mari Yamazaki                                        | mars 2018            |
| Ou-sama no Shitateya - Shitamachi Tailor (王様の仕立て屋〜下町テーラー〜)      | Ton Ōkawara                                          | août 2018            |
| Radiation House (ラジエーションハウス)                                         | Taishi Mori (dessin), Tomohiro Yokomaku (scénario)   | novembre 2015        |
| Raise de wa Chanto Shimasu (来世ではちゃんとします)                            | Itsumachan                                           | février 2018         |
| Rou Toypoo to Watashi (老トイプーと私)                                         | Shiki Mutsuko                                        | février 2020         |
| Saikyou no Bengoshi (最強の弁護士)                                             | Noboru Takahasi (dessin), Kiseki Kuji (scénario)     | août 2020            |
| Setagaya Ichi Furui Youkan no Yanushi ni Naru (世田谷イチ古い洋館の家主になる) | Kazumi Yamashita                                     | janvier 2021         |
| Shrink: Seishinkai Yowai (Shrink〜精神科医ヨワイ〜)                            | Tsukiko (dessin), Jin Nanami (scénario)              | juin 2019            |
| Soredemo shimasu ka, Osoushiki? (それでもしますか、お葬式?)                    | Haruko Okai (dessin), Niko Mitsuna (scénario)        | septembre 2020       |
| Takeki Ôgon no Kuni : Inô Tadataka (猛き黄金の国 伊能忠敬)                     | Hiroshi Motomiya                                     | novembre 2020        |
| Uramiya Honpo - Worst (怨み屋本舗 WORST)                                       | Shōshō Kurihara                                      | juin 2017            |